# Dagmar Patrasová

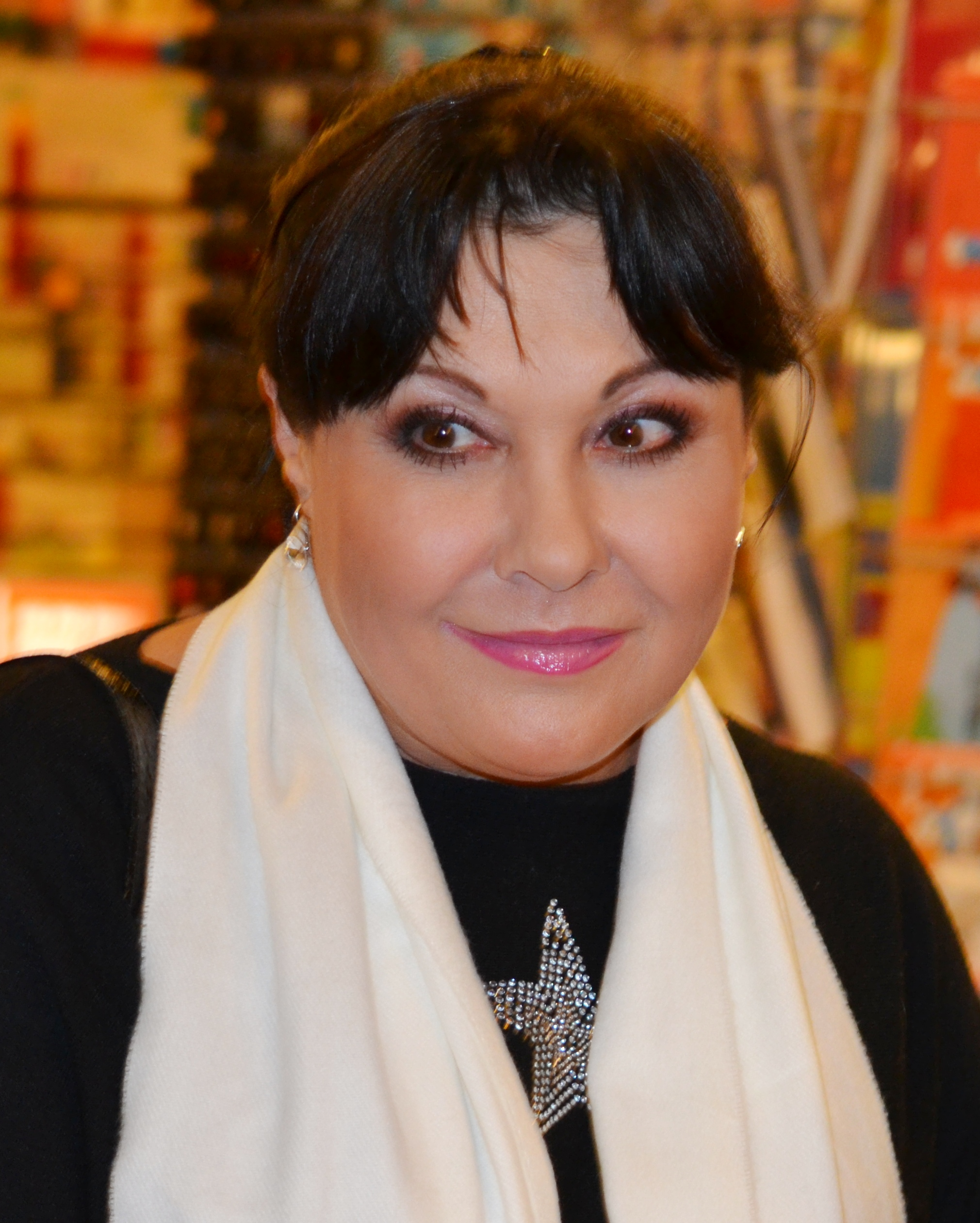
Dagmar Patrasová 2013 in Prag

Dagmar Patrasová (* 27. April 1956 in Prag, Tschechoslowakei, Spitzname: „Dáda“, verheiratete Dagmar Slováčková) ist eine tschechische Film- und Fernsehschauspielerin, Sängerin und Moderatorin.

## Leben
Dagmar Patrasová wurde als Kind einer Künstlerfamilie geboren. Ihr Vater war Professor Karel Patras, Solo-Harfenist der Tschechischen Philharmonie, ihre Mutter Věra Patrasová, Sängerin im Philharmonischen Chor. Sie hat zwei ältere Geschwister, Věra und Vladimír. Bereits als Kind erhielt sie Gesangs-, Klavier-, Gymnastik- und Tanzstunden. Sie war Mitglied im Kühnův Kinder-Chor und spielte Theater. An der Staatlichen Hochschule Prag studierte sie Klavier und Gitarre.
Nach dem Abschluss an der Hochschule bewarb sie sich aufgrund einer Ausschreibung und wurde von dem Regisseur Jiří Suchý in das Theaterensemble der Kleinkunstbühne Semafor aufgenommen, dem sie bis 1987 angehörte. Ihr erster größerer Erfolg als Schauspielerin war ihre Rolle in 30 Jungfrauen und Pythagoras sowie mehrere Rollen in Fernsehserien, u. a. als Zeitreisende in der international erfolgreichen Serie Die Besucher. Während der Dreharbeiten zu Per Anhalter in den Tod lernte sie die slowakische Schauspielerin Jana Nagyová kennen, mit der sie zusammen kurz darauf in Die Märchenbraut spielte. In der Folge arbeitete sie auch in ausländischen Produktionen in Frankreich, Italien, Deutschland, Ungarn und Kuba mit.
Anfang der 1980er Jahre begann sie, regelmäßig in der tschechischen Fernsehshow Meet the sunshine aufzutreten, in der sie – begleitet von ihrem späteren Ehemann, dem Klarinettisten Felix Slováček – Kinderlieder sang, die später auch auf Schallplatten veröffentlicht wurden und Verkaufszahlen bis zu einer halben Million erreichten. Ihr Weihnachtsalbum von 1997 wurde für den Grammy Award nominiert.
In den 1990er Jahren verlegte sie ihren Schwerpunkt auf die Moderation von Fernsehshows und Musikproduktionen für Kinder. Ende der 1990er Jahre gab sie eine Zeitschrift für Kinder namens DADA heraus und engagiert sich seitdem mit Wohltätigkeitskonzerten für kranke und behinderte Kinder.
Dagmar Patrasová ist seit 1983 mit dem Jazz-Musiker Felix Slováček verheiratet, mit dem sie Sohn Felix (* 1983) und Tochter Anna (1995–2025) hat. Beide Kinder sind Schauspieler und Musiker. Tochter Anna starb am 6. April 2025 im Alter von 29 Jahren an einer Krebserkrankung. 2019 wurde bei ihr zunächst Brustkrebs diagnostiziert, den sie überstand. Nach weniger als drei Jahren erkrankte sie an Lungenkrebs.

## Filmografie (Auswahl)
Aufgelistet werden der Übersichtlichkeit halber nur Produktionen, die auch in Deutsch vorliegen, sowie besondere Rollen. Unterschiedliche deutsche Titel rühren daher, dass einige Filme unabhängig voneinander in der BRD und in der DDR synchronisiert wurden. Bei einigen Filmen ist der Titel im Original in Deutsch, da es sich um deutsch-tschechische Co-Produktionen handelt.
- 1975: My z konce světa (TV-Serie, erste Rolle)
- 1976: Die kleine Meerjungfrau (DDR-Titel: Die kleine Seejungfrau) (Malá mořská víla)
- 1977: Pan Tau: Alarm in den Wolken & Elefantenjagd (Poplach v oblacích & Lov na slona) (TV-Serie, Staffel 3, Folgen 1+2)
- 1977: 30 Jungfrauen und Pythagoras (30 panen a Pythagoras)
- 1977: Weibliche Reize – Männliche Sorgen (Špetku soli)
- 1979: Per Anhalter in den Tod (Smrt stopařek)
- 1979: Die Märchenbraut (DDR-Titel: Die schöne Arabella und der Zauberer) (Arabela)
- 1980: Lauf, Ober, lauf! (Vrchní, prchni!)
- 1980: Luzie, der Schrecken der Straße: Luzie geht durch die Stadt (Lucie, postrach ulice) (TV-Serie, Folge 4)
- 1982: Hotel Polan und seine Gäste
- 1982: Ein schönes Wochenende (Zelená vlna)
- 1983: Die Besucher (DDR-Titel: Expedition Adam '84) (Návštěvníci) (TV-Serie)
- 1985: Besuch bei van Gogh
- 1988: Der dritte Vater (Třetí táta)
- 1988: Pan Tau – Der Film
- 1993: Die Rückkehr der Märchenbraut (Arabela se vrací) (TV-Serie)
- 2004: Choking Hazard (Choking Hazard)
- 2006: Letiště (TV-Serie)
- 2013: Jedlíci aneb Sto kilo lásky
- 2016: Tajemství pouze služební

## Videos/DVDs (Auswahl)
- Golfovou školičkou s Dádou (Lehrvideo für Golf)
- Dáda disco hitparáda (Karaoke für Kinder)
- Baby klub Dáda (Kindergeschichten und -lieder tschechischer Autoren und Komponisten wie Jaroslav Uhlíř, Michael Kocáb, Ivan Mládek, Jiří Šlitr, Zdeněk Svěrák, Jiří und Ondřej Suchý)
- Disko školka (Tanzkurs für Kinder)

## Diskografie (Auswahl)
- Arabela (1997)
- Pohádky (1998)
- Pohádky a písničky 2 (1999)
- T.B.a. (1999)
- Z písničky do pohádky (2000)
- Barevná paráda (2001)
- Zimní královna (2002)
- Dáda (2005)
- Dáda hitparáda (2006)
- Nej (2007)